# 王斌 (医学家)
王斌（1909年5月—1992年6月13日），四川省宜宾市兴文县麒麟苗族乡人，中华人民共和国著名医学家、曾任卫生部副部长。

## 生平
1932年，毕业于成都医学专科学校，后奔赴井冈山。1933年，任中国工农红军卫生学校教务主任兼附属医院外科医生，1935年，加入中国共产党，参加中央苏区第四、五次反“围剿”和二万五千里长征。长征途中，周恩来身患重病，王一直守护在身边，精心治疗，使周很快恢复了健康。
王斌曾任红一军团医院医生，中央军委卫生学校教育主任，中央军委卫生学校校长兼保健医生，陕北延安卫生学校校长等职。抗日战争中，任18集团军卫生部医务主任、中央军委卫生部副部长兼中国医科大学校长。“是我军正规医学院校教育创始人之一”，也是“新中国卫生事业的优秀领导者和主要创始人之一”。第二次国共内战期间，奔赴东北战场，任东北人民政府卫生部部长、党组书记。
1953年，任中央人民政府卫生部副部长、党组成员，领导和担任了抗美援朝前线广大伤病员的救治任务。继后调任中央人民政府卫生部副部长、党组成员，并曾任内蒙古医学院副院长、中国医学科学院顾问、中华人民共和国卫生部顾问、第四、五届全国政协委员等职。
1955年與賀誠提倡成立中醫專門性學校，且中醫應撇除封建迷信成分，並向西醫學習藥理學、解剖學。毛澤東大怒，說：「中醫向西醫學習？這就是要廢除中醫，行不得也，還不如西醫向中醫學習！」賀、王都被免职。爾後，王斌改任中国医科大学校长，兼政委。1992年逝世。